# Johann Nepomuk Hradeczky
Johann Nepomuk Felix Hradeczky (Ljubljana, 30 augustus 1775 - Ljubljana, 6 juli 1846), ook gekend onder zijn Sloveense naam Janez Nepomuk Hradecky, was een politicus uit het Keizerrijk Oostenrijk en burgemeester van Ljubljana van 1820 tot aan zijn dood in 1846. Hij is daarmee de langst zittende burgmeester in de geschiedenis van de stad.

## Biografie
Hradeczky werd op 30 augustus 1775 geboren als zoon van Franz Xaver Hradeczky en Rosalia Spindlen. Zijn vader, die in de jaren tachtig van de achttiende eeuw naar Ljubljana was gekomen om te werken als  boekhoudkundig adviseur, was afkomstig uit Kuttenberg in het Koninkrijk Bohemen, het huidige Kutná Hora in Tsjechië. Johann Nepomuk studeerde filosofie in Graz. Hij werkte van 1791 tot 1820 als administrator van Staatslandgoederen in Ljubljana en omgeving. In 1820 werd hij benoemd tot burgemeester van Ljubljana, een ambt dat hij bekleedde tot aan zijn dood in 1846. Enkele van zijn nog steeds in de stad aanwezige verwezenlijkingen zijn de middelste brug van de Tromostovje uit 1842 en het park Zvezdica op het Congresplein.
- Gemeinsame Normdatei: 1012213285
- International Standard Name Identifier: 0000 0001 1986 5491
- Virtual International Authority File: 170858024